# Ike Clarke
Isaac Clarke, più conosciuto come Ike Clarke (Tipton, 9 gennaio 1915 – Herne Bay, 2 aprile 2002) è stato un allenatore di calcio e calciatore inglese, di ruolo attaccante.

## Carriera

### Giocatore
Esordisce tra i professionisti nella stagione 1937-1938 con il West Bromwich, club della prima divisione inglese, in cui milita nel campionato 1937-1938, concluso con una retrocessione; continua poi a giocare in seconda divisione con il club, venendo ceduto per 7000 sterline all'inizio della stagione 1947-1948 al Portsmouth, club di prima divisione, con cui nella stagione 1948-1949 e nella stagione 1949-1950 vince 2 campionati consecutivi. Il 23 aprile 1949 un suo gol in una vittoria per 2-1 contro il Bolton risulta essere decisivo per l'assegnazione del titolo (il primo nella storia del club), dal momento che proprio al termine di quella gara il campionato viene vinto matematicamente; nella stagione 1949-1950 con 17 reti in 37 presenze è invece il miglior marcatore stagionale del club. Lascia il Portsmouth dopo 6 anni al termine della stagione 1952-1953 con un bilancio totale di 129 presenze e 58 reti in partite ufficiali (116 presenze e 49 reti in prima divisione). Chiude la carriera nel 1957 dopo aver giocato nei semiprofessionisti dello Yeovil Town.

### Allenatore
Dal 1953 al 1957 è anche allenatore dello Yeovil Town; in seguito allena per 4 anni il Sittingbourne e successivamente il Canterbury City.

## Palmarès

### Giocatore

#### Competizioni nazionali
- Campionato inglese: 2

Portsmouth: 1948-1949, 1949-1950
- Community Shield: 1

Portsmouth: 1949
- Southern Football League: 1

Yeovil Town: 1954-1955
- Southern Football League Cup: 1

Yeovil Town: 1954-1955

### Allenatore

#### Competizioni nazionali
- Southern Football League: 1

Yeovil Town: 1954-1955
- Southern Football League Cup: 1

Yeovil Town: 1954-1955

#### Competizioni regionali
- Somerset Professional Cup: 4

Yeovil Town: 1953-1954, 1954-1955, 1955-1956, 1956-1957

### Allenatore

#### Competizioni regionali
- Kent League: 2

Sittingbourne: 1957-1958, 1958-1959
- Kent Senior Cup: 1

Sittingbourne: 1957-1958
- Somerset Professional Cup: 4

Yeovil Town: 1953-1954, 1954-1955, 1955-1956, 1956-1957